# Nikon FG

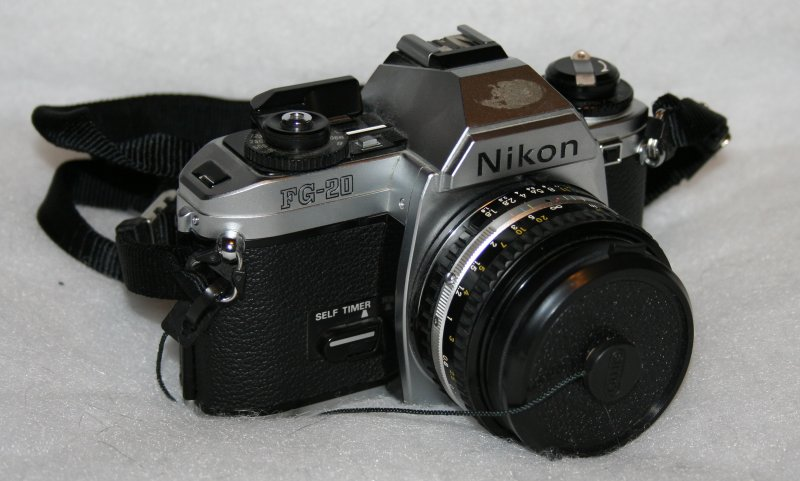
Nikon FG-20 med 50mm objektiv från Nikkor

Nikon FG är en systemkamera tillverkad av Nikon. Kameran kom ut på marknaden i början av 1980-talet och var en av de första spegelreflexkamerorna med programautomatik till ett pris som gjorde det möjligt även för hobbyfotografer att köpa den.